# 深須村
深須村（ふかすそん）は、山口県玖珂郡にあった村。現在の岩国市錦町須川・錦町深川にあたる。

## 地理
- 山岳 ： 大将陣
- 河川 ： 宇佐川

## 歴史
- 1889年（明治22年）4月1日 - 町村制の施行により、須川村・深川村の区域をもって発足。
- 1955年（昭和30年）4月1日 - 広瀬町・高根村と合併して錦町が発足。同日深須村廃止。